# Liste der Nummer-eins-Country-Alben in den USA (1966)
Dies ist eine Liste der Nummer-eins-Alben in den von Billboard ermittelten Verkaufscharts für Country-Alben in den USA im Jahr 1966. In diesem Jahr gab es siebzehn Nummer-eins-Alben.

| ← 1965 ← | Liste der Nummer-eins-Country-Alben in den USA | Liste der Nummer-eins-Country-Alben in den USA | Liste der Nummer-eins-Country-Alben in den USA | 1967 →                    |
| \| Zeitraum \| Wo. ges. \| Interpret \| Titel \| Zusätzliche Informationen \| \| (Zeitraum, Wochen auf Platz eins, Interpret, Titel, zusätzliche Informationen) \| \| \| \| \| \| ------------------------------------------------------------------------------ \| -------- \| ----------------------------- \| ----------------------------------------------- \| ------------------------- \| \| 1. Januar 1966 – 7. Januar 1966 1 Woche (insgesamt 2) \| 2 \| Connie Smith \| Cute 'n' Country[1] \| - \| \| 8. Januar 1966 – 25. März 1966 11 Wochen (insgesamt 15) \| 15 \| Eddy Arnold \| My World[2] \| - \| \| 26. März 1966 – 8. April 1966 2 Wochen (insgesamt 2) \| 2 \| Staff Sergeant Barry Sadler \| Ballads of the Green Berets[3] \| - \| \| 9. April 1966 – 22. April 1966 2 Wochen (insgesamt 2) \| 2 \| Buck Owens & his Buckaroos \| Roll Out the Red Carpet[4] \| - \| \| 23. April 1966 – 6. Mai 1966 2 Wochen (insgesamt 2) \| 2 \| Eddy Arnold \| I Want to Go with You[5] \| - \| \| 7. Mai 1966 – 17. Juni 1966 6 Wochen (insgesamt 6) \| 6 \| Buck Owens & his Buckaroos \| Roll Out the Red Carpet \| - \| \| 18. Juni 1966 – 5. August 1966 7 Wochen (insgesamt 7) \| 7 \| Jim Reeves \| Distant Drums[6] \| - \| \| 6. August 1966 – 19. August 1966 2 Wochen (insgesamt 2) \| 2 \| George Jones \| I'm a People[7] \| - \| \| 20. August 1966 – 2. September 1966 2 Wochen (insgesamt 2) \| 2 \| Buck Owens & his Buckaroos \| Dust on Mother's Bible[8] \| - \| \| 3. September 1966 – 9. September 1966 1 Woche (insgesamt 1) \| 1 \| Eddy Arnold \| The Last Word in Lonesome[9] \| - \| \| 10. September 1966 – 7. Oktober 1966 4 Wochen (insgesamt 4) \| 4 \| Buck Owens & his Buckaroos \| Carnegie Hall Concert[10] \| - \| \| 8. Oktober 1966 – 14. Oktober 1966 1 Woche (insgesamt 1) \| 1 \| David Houston \| Almost Persuaded[11] \| - \| \| 15. Oktober 1966 – 28. Oktober 1966 2 Wochen (insgesamt 2) \| 2 \| Bill Anderson \| I Love You Drops[12] \| - \| \| 29. Oktober 1966 – 4. November 1966 1 Woche (insgesamt 5) \| 5 \| Buck Owens & his Buckaroos \| Carnegie Hall Concert \| - \| \| 5. November 1966 – 11. November 1966 1 Woche (insgesamt 1) \| 1 \| Ray Price \| Another Bridge to Burn[13] \| - \| \| 12. November 1966 – 25. November 1966 2 Wochen (insgesamt 2) \| 2 \| Loretta Lynn \| You Ain't Woman Enough[14] \| - \| \| 26. November 1966 – 2. Dezember 1966 1 Woche (insgesamt 2) \| 2 \| Ray Price \| Another Bridge to Burn \| - \| \| 3. Dezember 1966 – 9. Dezember 1966 1 Woche (insgesamt 1) \| 1 \| Connie Smith \| Born to Sing[15] \| - \| \| 10. Dezember 1966 – 23. Dezember 1966 2 Wochen (insgesamt 2) \| 2 \| Merle Haggard & The Strangers \| Swinging Doors (And the Bottle Let Me Down)[16] \| - \| \| 24. Dezember 1966 – 30. Dezember 1966 1 Woche (insgesamt 1) \| 1 \| Sonny James \| The Best of Sonny James[17] \| - \| |                                                |                                                |                                                |                           |
| ← 1965 |                                                |                                                |                                                | → 1967 →                  |
| Zeitraum | Wo. ges.                                       | Interpret                                      | Titel                                          | Zusätzliche Informationen |
| (Zeitraum, Wochen auf Platz eins, Interpret, Titel, zusätzliche Informationen) |                                                |                                                |                                                |                           |
| 1. Januar 1966 – 7. Januar 1966 1 Woche (insgesamt 2) | 2                                              | Connie Smith                                   | Cute 'n' Country                               | -                         |
| 8. Januar 1966 – 25. März 1966 11 Wochen (insgesamt 15) | 15                                             | Eddy Arnold                                    | My World                                       | -                         |
| 26. März 1966 – 8. April 1966 2 Wochen (insgesamt 2) | 2                                              | Staff Sergeant Barry Sadler                    | Ballads of the Green Berets                    | -                         |
| 9. April 1966 – 22. April 1966 2 Wochen (insgesamt 2) | 2                                              | Buck Owens & his Buckaroos                     | Roll Out the Red Carpet                        | -                         |
| 23. April 1966 – 6. Mai 1966 2 Wochen (insgesamt 2) | 2                                              | Eddy Arnold                                    | I Want to Go with You                          | -                         |
| 7. Mai 1966 – 17. Juni 1966 6 Wochen (insgesamt 6) | 6                                              | Buck Owens & his Buckaroos                     | Roll Out the Red Carpet                        | -                         |
| 18. Juni 1966 – 5. August 1966 7 Wochen (insgesamt 7) | 7                                              | Jim Reeves                                     | Distant Drums                                  | -                         |
| 6. August 1966 – 19. August 1966 2 Wochen (insgesamt 2) | 2                                              | George Jones                                   | I'm a People                                   | -                         |
| 20. August 1966 – 2. September 1966 2 Wochen (insgesamt 2) | 2                                              | Buck Owens & his Buckaroos                     | Dust on Mother's Bible                         | -                         |
| 3. September 1966 – 9. September 1966 1 Woche (insgesamt 1) | 1                                              | Eddy Arnold                                    | The Last Word in Lonesome                      | -                         |
| 10. September 1966 – 7. Oktober 1966 4 Wochen (insgesamt 4) | 4                                              | Buck Owens & his Buckaroos                     | Carnegie Hall Concert                          | -                         |
| 8. Oktober 1966 – 14. Oktober 1966 1 Woche (insgesamt 1) | 1                                              | David Houston                                  | Almost Persuaded                               | -                         |
| 15. Oktober 1966 – 28. Oktober 1966 2 Wochen (insgesamt 2) | 2                                              | Bill Anderson                                  | I Love You Drops                               | -                         |
| 29. Oktober 1966 – 4. November 1966 1 Woche (insgesamt 5) | 5                                              | Buck Owens & his Buckaroos                     | Carnegie Hall Concert                          | -                         |
| 5. November 1966 – 11. November 1966 1 Woche (insgesamt 1) | 1                                              | Ray Price                                      | Another Bridge to Burn                         | -                         |
| 12. November 1966 – 25. November 1966 2 Wochen (insgesamt 2) | 2                                              | Loretta Lynn                                   | You Ain't Woman Enough                         | -                         |
| 26. November 1966 – 2. Dezember 1966 1 Woche (insgesamt 2) | 2                                              | Ray Price                                      | Another Bridge to Burn                         | -                         |
| 3. Dezember 1966 – 9. Dezember 1966 1 Woche (insgesamt 1) | 1                                              | Connie Smith                                   | Born to Sing                                   | -                         |
| 10. Dezember 1966 – 23. Dezember 1966 2 Wochen (insgesamt 2) | 2                                              | Merle Haggard & The Strangers                  | Swinging Doors (And the Bottle Let Me Down)    | -                         |
| 24. Dezember 1966 – 30. Dezember 1966 1 Woche (insgesamt 1) | 1                                              | Sonny James                                    | The Best of Sonny James                        | -                         |